# Kim (Vorname)
Kim ist ein sowohl männlicher als auch weiblicher Vorname.

## Herkunft und Bedeutung des Namens
- englische Kurzform von Kimberly bzw. Kimball
- russische und skandinavische Kurzform für Joachim beziehungsweise Joakim
- Name chinesischen Ursprungs 金 (Mandarin: Jin (sprich: „Dschin“), Kantonesisch: Kam (sprich: „Gam“), Koreanisch: Kim (sprich: „Gihm“), Japanisch: Kin) = Gold, Metall

## Namenstage
- 20. März (in Finnland, Norwegen und Schweden)
- 26. Juli (Joachim)

## Namensträger

### Weiblich
- Kim Appleby (* 1961), britische Popsängerin
- Kim Basinger (* 1953), US-amerikanische Schauspielerin
- Kim Brennan (* 1985), australische Ruderin
- Kim Bui (* 1989), deutsche Leistungsturnerin
- Kim Buss (* 1986), deutsche Badmintonspielerin
- Kim Carnes (* 1945), US-amerikanische Musikerin und Komponistin
- Kim Cattrall (* 1956), kanadisch-US-amerikanische Schauspielerin
- Kim Clarke (* 1954), US-amerikanische Jazzbassistin und Musikpädagogin
- Kim Clijsters (* 1983), belgische Tennisspielerin
- Kim Darby (* 1947), US-amerikanische Schauspielerin
- Kim Delaney (* 1961), US-amerikanische Schauspielerin
- Kim Dickens (* 1965), US-amerikanische Schauspielerin
- Kim Director (* 1974), US-amerikanische Schauspielerin
- Kim Echlin (* 1955), kanadische Schriftstellerin, Hochschullehrerin und Verfasserin von Dokumentationen
- Kim Fisher (* 1969), deutsche Sängerin und Moderatorin
- Kim Friele (1935–2021), norwegische LGBT- und Menschenrechtsaktivistin
- Kim Gevaert (* 1978), belgische Sprinterin
- Kim Gordon (* 1953), US-amerikanische Rock-Musikerin, bildende Künstlerin und Kuratorin
- Kim Gloss (* 1992), deutsche Sängerin
- Kim Greist (* 1958), US-amerikanische Schauspielerin
- Kim Hnizdo (* 1996), deutsches Model
- Kim Kardashian (* 1980), US-amerikanische Schauspielerin, Model und Unternehmerin
- Kim Kashkashian (* 1952), amerikanische Bratschistin armenischer Abstammung
- Kim Kulig (* 1990), deutsche Fußballspielerin
- Kim Land (* 1994), deutsche Handballspielerin
- Kim Lankford (* 1962), US-amerikanische Schauspielerin
- Kim Little (* 1990), schottische Fußballspielerin
- Kim Loeffler (* 1972), US-amerikanische Profi-Triathletin
- Kim Macari (* ÷1989), britische Jazzmusikerin
- Kim Martin (* 1986), schwedische Eishockeytorhüterin
- Kim Münster (* 1982), deutsche Filmproduzentin und Regisseurin
- Kim Myers (* 1966), US-amerikanische Schauspielerin
- Kim Nielsen, US-amerikanische Schauspielerin
- Kim Novak (* 1933), US-amerikanische Schauspielerin
- Kim Petras (* 1992), deutsche transsexuelle Sängerin
- Kim Plofker (* 1964), US-amerikanische Mathematikhistorikerin
- Kim Poirier (* 1980), kanadische Schauspielerin, Sängerin und Fernsehmoderatorin
- Kim Raisner (* 1972), deutsche Moderne Fünfkämpferin
- Kim Raver (* 1969), US-amerikanische Schauspielerin
- Kim Renkema (* 1987), niederländische Volleyballerin
- Kim Rhode (* 1979), US-amerikanische Sportschützin
- Kim Rhodes (* 1969), US-amerikanische Schauspielerin
- Kim Seidler (* 1983), deutsche Schauspielerin und Produzentin
- Kim Thomson (* 1959), britische Schauspielerin
- Kim Tolliver (1937–2007), US-amerikanische Soulsängerin
- Kim Vanreusel (* 1998), belgische Skirennläuferin
- Kim Weston (Sängerin) (* 1939), US-amerikanische Soulsängerin
- Kim Wilde (* 1960), britische Sängerin

### Männlich
- Kim Fupz Aakeson (* 1958), dänischer Schriftsteller, Illustrator und Drehbuchautor
- Kim Adler (* 1979), deutscher Fernsehmoderator
- Kim Andersen (* 1958), dänischer Radrennfahrer
- Kim Andersson (* 1982), schwedischer Handballspieler
- Kim Bergstrand (* 1968), schwedischer Fußballspieler
- Kim Bodnia (* 1965), dänischer Film- und Theaterschauspieler
- Kim Borg (1919–2000), finnischer Opernsänger
- Kim Cascone (* 1955), US-amerikanischer Komponist elektronischer und elektroakustischer Musik
- Kim Coates (* 1958), kanadischer Schauspieler
- Kim Collins (* 1976), Leichtathlet aus St. Kitts und Nevis
- Kim Falkenberg (* 1988), deutscher Fußballspieler
- Kim Fowley (1939–2015), US-amerikanischer Musikproduzent, Songwriter und Musiker
- Kim Frank (* 1982), deutscher Sänger
- Kim Friedman (* 1949), US-amerikanischer Fernsehregisseur
- Kim Godal (* 1970), deutscher Bibliothekar und Schriftsteller
- Kim Gubser (* 2000), Schweizer Freestyle-Skier
- Kim Hasper (* 1975), deutscher Schauspieler und Synchronsprecher
- Kim Hirschovits (* 1982), finnischer Eishockeyspieler
- Kim Johnsson (* 1976), schwedischer Eishockeyspieler
- Kim Källström (* 1982), schwedischer Fußballspieler
- Kim Kirchen (* 1978), luxemburgischer Radrennfahrer
- Kim Larsen (1945–2018), dänischer Musiker
- Kim Leine (* 1961), dänisch-norwegischer Schriftsteller
- Kim Lindemann (* 1982), Schweizer Eishockeyspieler
- Kim Lykkeskov (* 1983), dänischer Eishockeyspieler
- Kim Magnusson (* 1965), dänischer Filmproduzent
- Kim Magnusson (* 1992), schwedischer Radsportler
- Kim Mehmeti (* 1955), albanisch-mazedonischer Publizist und Schriftsteller
- Kim Merz (* 1953), deutscher Schlagersänger
- Kim Nasmyth (* 1952), britischer Zellbiologe und Molekulargenetiker
- Kim Nekarda (* 1973), deutscher Maler
- Kim Newman (* 1959), britischer Filmkritiker, Journalist und Schriftsteller
- Kim Manners (1951–2009), US-amerikanischer Fernsehregisseur und -produzent
- Kim Marius Nielsen (* 1986), dänischer Bahn- und Straßenradrennfahrer
- Kim Milton Nielsen (* 1960), dänischer Fußballschiedsrichter
- Kim Olsen (* 1979), dänischer Fußballspieler
- Kim Peacock (1901–1966), britischer Schauspieler und Hörspielsprecher
- Kim Peek (1951–2009), US-amerikanischer Inselbegabter
- Kim Philby (1912–1988), britischer Geheimagent und sowjetischer Spion
- Kim Schmitz (* 1974), deutscher Unternehmer
- Kim Simmonds (1947–2022), britischer Rock- und Bluesmusiker
- Kim René Elverum Sorsell (* 1988), norwegischer Skispringer
- Kim Rossi Stuart (* 1969), italienischer Film- und Theaterschauspieler sowie Filmregisseur
- Kim Taehyung (* 1995), koreanischer Pop Sänger
- Kim Vilfort (* 1962), dänischer Fußballspieler
- Kim Warwick (* 1952), australischer Tennisspieler
- Kim Weber (1945–2022), finnischer Segler
- Kim Weber (* 1971), deutscher Schwergewichtsboxer
- Kim Weston (* 1953), US-amerikanischer Fotograf

### Nichtbinär
- Kim de l’Horizon (* 1992), schriftstellende Schweizer Person

### Fiktiv
- Kim Possible, Zeichentrickfigur in der gleichnamigen Zeichentrickserie, siehe Kim Possible#Kimberly Ann Possible
- Kim (Kimball O’Hara), Romanfigur von Rudyard Kipling, siehe Kim (Roman)

### Variante Kimmy
„Kimmy“ oder „Kimmie“ ist eine fast ausschließlich weibliche Koseform von Kim bzw. Kimberley. Bekannte Namensträgerinnen sind:
- Kimmie Meissner (* 1989), US-amerikanische Eiskunstläuferin
- Kimmy Repond (* 2006), Schweizer Eiskunstläuferin
- Kimmy Robertson (* 1954), US-amerikanische Schauspielerin
- Kimmy Whitson (* 1993), US-amerikanische Volleyballspielerin